# Чайковский, Николай Иванович
Николай Иванович Чайковский  (30 июля 1857 — после 1918) — российский военачальник, бригадный и дивизионный командир русской армейской кавалерии, генерал-майор, кавалер Золотого оружия «За храбрость».

## Биография
Получил домашнее образование. В службу вступил 16 апреля 1876 года. Окончил Виленское пехотное юнкерское училище.

#### Начало военной службы
Из училища выпущен по 1-му разряду прапорщиком со старшинством 16 апреля 1878 года в 112-й пехотный Уральский полк. С 22 сентября 1879 года — подпоручик. 1 февраля 1882 года переименован в корнеты. Поручик со 2 июня 1884 года. Штабс-ротмистр за отличие с 26 февраля 1887 года.
15 марта 1895 года за отличие произведён в ротмистры — командир эскадрона Нежинского 52-го драгунского полка. Командовал эскадроном 9 лет и 9 месяцев. Подполковник с 1 марта 1900 года.

#### Русско-японская война
Участник Русско-японской войны 1904-05 гг. в составе 51-го драгунского Черниговского ЕИВ вел. кн. Елисаветы Феодоровны полка.
Полковник с 28 сентября 1904 года — за боевые отличия. 29 марта 1905 года награждён орденом св. Владимира 4 степени с мечами и бантом. Награждён золотым оружием с надписью «За храбрость» 9 мая 1907 года.
Командир Волынского 6-го уланского полка с 22 января 1907 года по 21 мая 1912 года. С 21 мая 1912 года — генерал-майор, командир 1-й бригады 14-й кавалерийской дивизии.

#### Великая война
Со 2 по 11 августа 1914 года — командир бригады 1-й Кубанской казачьей дивизии. С 11 августа по 7 сентября 1914 года — командир бригады 2-й Кубанской казачьей дивизии. Вновь командир 1-й бригады 14-й кавалерийской дивизии с 7 сентября 1914 года по 28 января 1915 года.
С 28 января 1915 года в чине генерал-майора командовал 5-й кавалерийской дивизией, действовавшей в Литве в составе сводного конного отряда 1-й Гвардейской кавалерийской дивизии, 5-й кавалерийской дивизии и Уссурийской отдельной конной бригады под началом генерал-лейтенанта Казнакова. Командовал дивизией по 29 июля 1915 года.
С 13 марта 1916 года по 22 апреля 1917 года — начальник 13-й кавалерийской дивизии. С этого момента отчислен распоряжением Временного правительства в резерв чинов Киевского военного округа.

#### В Белом движении
В Гражданской войне служил в Добровольческой армии и Вооружённых силах Юга России. Судьба семьи генерала сложилась так:
Чайковская Мария Александровна, жена генерала Добровольческой армии. С ней на квартире жил комиссар с женой Симанович. Он требовал, чтобы Чайковские уступили ему свои комнаты. Те не соглашались. Симановичи поклялись, что Чайковские поплатятся за это своей головой. Она, думая бежать за границу, уехала в Киев. Там её арестовали и привезли в Чернигов. Её 20-летняя дочь приехала хлопотать о матери, и была расстреляна вместе с матерью.
Место и время смерти самого Николая Ивановича — неизвестны. Последнее упоминание о нём в документах Добровольческой армии приходится на декабрь 1918 года.

## Награды
- орден Святой Анны 2-й ст. (1904)
- орден Святого Владимира 4-й ст. с мечами и бантом (ВП 29.03.1905)
- мечи к ордену Св. Анны 2-й ст. (1906)
- Золотое оружие «За храбрость» (ВП 09.05.1907)
- орден Святого Владимира 3-й ст. (1908)
- орден Святого Станислава 1-й ст. (1913).
- Св. Анны 1-й ст. с мечами (ВП 19.11.1914)
- Св. Владимира 2-й ст. с мечами (ВП 06.04.1915).

## Примечание
1. ↑  [[Летопись войны с Японией]] 1904—1905 гг.: 51-й драгунск. Черниговский полк 2-й и 5-й эскадроны, он же на сторожевке. Дата обращения: 1 мая 2010. Архивировано 4 марта 2016 года.
2. ↑  Летопись войны с Японией 1904—1905 гг.: 51-й драгунский Черниговский полк. Штандартный взвод у дер. Чандзятхоза. Дата обращения: 1 мая 2010. Архивировано 4 марта 2016 года.
3. ↑  Николай Николаевич был отлично известен в дивизии по довоенному времени, командуя, последовательно, с 1905 года 2-й, а с 1907 по 1910 — 1-й её бригадой. См. биографию Казнакова.
4. ↑  Анекдот о якобы "снятии" Чайковского приказом Казнакова "почерпнут исследователями" из книги мемуаров советского генерала Тюленева "Через три войны". Анекдот, во-первых, повествует о предшественнике Чайковского, генерале Морице; а — во-вторых, и в его-то случае опирается не на конкретный приказ Казнакова, который — если вообще существовал — пока ещё никем из учёных представлен не был; в-третьих же, там даже и даты перепутаны — назначение Чайковского на должность отнесено к ранней осени 1914 года.
5. ↑  С. В. Волкова, С. В. Волков. Красный террор глазами очевидцев. Серия: Белая Россия. Издательство: Айрис-пресс. 2009. ISBN 978-5-8112-3530-8